# Szong Szuncshon
Szong Szuncshon (hangul: 송순천, handzsa: 宋順天, RR: Song Soon-chun; Szöul, 1934. január 15. – 2019. október 15.) olimpiai ezüstérmes dél-koreai ökölvívó.

## Pályafutása
Két olimpián vett részt. Az 1956-os melbourne-i olimpián harmatsúlyban ezüstérmet szerzett. Az 1958-as tokiói ázsiai játékokon pehelysúlyban bronzérmes lett. Az 1960-os római olimpián pehelysúlyban a második fordulóban kiesett.

## Sikerei, díjai
- Olimpiai játékok
  - ezüstérmes: 1956, Melbourne
- Ázsia-játékok
  - bronzérmes: 1958, Tokió